# Gilda Rincón
Gilda Rincón Orta (Tuxtla Gutiérrez, 5 de mayo de 1934) es una compositora de música infantil, pintora, cuentista y poeta mexicana.

## Trayectoria
Cursó la Licenciatura en Derecho en la Universidad Nacional Autónoma de México, de 1952 a 1956,  última generación en ocupar el antiguo colegio de San Ildefonso, pues al terminar, la facultad fue trasladada a las nuevas instalaciones de la Ciudad Universitaria.
En 1971, fundó, junto a sus hermanos, el grupo musical y teatral Hermanos Rincón.
Laboró en el Tribunal Superior de Justicia del Distrito Federal, como secretaria de un Juzgado Familiar. En 1980 se incorporó en la jurisdicción federal, iniciando así una exitosa carrera judicial. Fue Jueza de Distrito en Materia Civil, cargo que ocuparía por tres años en la Ciudad de México.
También se desempeñó como Magistrada del Segundo Tribunal Colegiado en Materia Civil de Guadalajara, Jalisco. Posteriormente fue trasferida al Cuarto Tribunal Colegiado en Materia Civil del Primer Circuito, en la Ciudad de México.
Formó parte de la Comisión Revisora de las tesis de jurisprudencia que se publicarían en los apéndices anuales del Poder Judicial de la Federación. Los cuales recogen muchas tesis y precedentes que se originaron en el Cuarto Tribunal Colegiado, algunos bajo su ponencia.
Fue catedrática en la Universidad Femenina de México; el Instituto de la Judicatura Poder Judicial de la Federación de 2001 a 2005; la Universidad de Tijuana, Baja California; y en la Universidad de Mexicali, Baja California.
En el año 2005, tras veinticinco años de ejercicio profesional dentro del Poder Judicial Federal, se jubiló y regresó a radicar a Tuxtla Gutiérrez, donde se dedica a pintar, enseñar pintura a sus compañeros jubilados de la Judicatura Federal en Casa de la Cultura jurídica Ministra Gloria León.

## Obra
El Diario Novedades publicó sus versos en la sección infantil: Mi periodiquito; su poema La matraca traca figura en el libro de texto gratuito de la SEP de Español de tercer grado de 1983 y siguientes, después fue incluido en el libro “Costal de Versos y Cuentos”, CONAFE de 1983. Su Arrullo de las Palomas lo fue en Cuántos Cuentos Cuentan, CONAFE 1984.
Las editoriales extranjeras como Hartcourt Brance, Houghton Miffling y otras, han publicado sus poesías y cuentos, que han servido para enseñar el idioma español en los Estados Unidos. La infantina está enfadada, poema ilustrado fue coeditado por CONECULTA y la UNAM en 1988.
La enciclopedia Colibrí le publicó trece poemas en el cuaderno La gatita pinta y con el mismo título, el Gobierno del Distrito Federal editó en el año 2000, una pequeña revista ilustrada, cuyos 50,000 ejemplares fueron repartidos gratuitamente a los niños de México.
Una amplia selección de sus poemas aparece en el libro Deja un Rastro de Luz, de Nostra Ediciones (2007).
En 2012 se publicó su obras Canta la fuente, haikú, presentado en la muestra del libro Chiapas-Centroamérica en la Universidad Autónoma de Chiapas ( UNACH)
En 2014, el Consejo Estatal para la Cultura y las Artes de Chiapas (Biblioteca popular de Chiapas) publicó el libro Acrósticos plumados.
En 2015 el Consejo Estatal para la Cultura y las Artes de Chiapas (Biblioteca popular de Chiapas) publicó el libro Agua de espejo quieto.
En 2017 publicó Camino de Plata (Nostra Ediciones, 2017) fue seleccionado también por la Secretaría de Cultura, como material de lectura para las bibliotecas y las aulas de las escuelas de la República.